# Usia arida
Usia arida is een vliegensoort uit de familie van de wolzwevers (Bombyliidae). De wetenschappelijke naam van de soort is voor het eerst geldig gepubliceerd in 1982 door Baez.

## Voorkomen
De soort komt voor op de Canarische Eilanden.